# Ingénieur civil des mines
Le titre d'Ingénieur Civil des Mines est accordée aux ingénieurs diplômés des sept Écoles des Mines en France (situées à Paris, Saint-Étienne, Nancy, Alès, Douai, Albi et Nantes).
Ce sont des ingénieurs civils [réf. souhaitée], à distinguer des ingénieurs des travaux publics de l’État.

## Histoire
Ce titre est à différencier de celui d'Ingénieur du Corps des Mines qui provient, entre autres, du diplôme de l’École des Mines de Paris. Les ingénieurs du Corps des Mines sont des fonctionnaires alors que les ingénieurs civils ne le sont pas. La loi du 30 vendémiaire de l'an IV de la Première République française fait de l’École des Mines de Paris une école d'application pour vingt élèves de l'École Polytechnique. L’École des Mines de Paris admet aussi dix élèves qui portent le titre d'Ingénieurs Civils des Mines.
En France, il existait jusqu'en 2002, uniquement trois écoles d'ingénieurs délivrant ce titre :
- l'École nationale supérieure des mines de Paris[2], fondée en 1783 ;
- l'École nationale supérieure des mines de Saint-Étienne[3], fondée en 1816 ;
- l'École nationale supérieure des mines de Nancy[4], fondée en 1919.

### XXIe siècle
En 2011, une circulaire modifie les intitulés des diplômes des École des Mines. Les diplômes d'Ingénieurs Civils des Mines ne sont plus délivrés, les ingénieurs sortant de ces écoles sont considérés comme « généralistes » et sont nommés : « Ingénieur Civil des Mines »[réf. souhaitée] . 
Les différentes Écoles des Mines dispensent des formations spécialisées. Par exemple, Mines Saint-Étienne cycle généraliste ICM (post-prépa sur concours commun Mines-Ponts) et cycle spécialisé ISMIN (post-prépa sur concours commun Mines-Télécom) ou autres formations spécialisées (4 filières post BTS/DUT/L3), Mines Nancy cycle généraliste (post-prépa) et cycles spécialisés (2 filières post BTS/DUT/L3), ou Mines Alès cycle généraliste (post-prépa) et cycles spécialisés (3 cycles : INFRES, MECATRONIQUE, CMC post DUT/ATS/L3). 
Le diplôme de chacune de ces deux formations est distinct : cycle civil des mines pour les généralistes (voir premier paragraphe) et diplôme de formation spécialisée des Écoles des Mines. [pas clair]
Depuis 2012 et la création de l'institut Mines-Télécom, le diplôme commun délivré est celui d'Ingénieur généraliste de l’École des Mines, pour toutes les écoles suivantes :
- l'École nationale supérieure des mines de Paris[2] ;
- l'École nationale supérieure des mines de Saint-Étienne[3] ;
- l'École nationale supérieure des mines de Nancy[4] ;
- l'École nationale supérieure des mines d'Alès[6] ;
- l'École nationale supérieure des mines de Douai[7] ;
- l'École nationale supérieure des mines de Nantes[8] ;
- l'École nationale supérieure des mines d'Albi[9].